# Riaan Nel
Riaan Nel – południowoafrykański niepełnosprawny kolarz. Wicemistrz paraolimpijski z Pekinu w 2008 roku.

## Medale Igrzysk Paraolimpijskich

### 2008
- - Kolarstwo - wyścig uliczny - CP 1-2

### 2004
- - Kolarstwo - trial na czas - CP 1-2